# Viva la Vida or Death and All His Friends
Viva la Vida or Death and All His Friends, muitas vezes referido somente como Viva la Vida (pronúncia em espanhol: ['biβa la 'βiða]) é o quarto álbum de estúdio da banda inglesa de rock alternativo Coldplay, lançado em 11 de junho de 2008 pela gravadora Parlophone. O nome do álbum contém uma expressão espanhola "Viva la Vida" que se traduz como "Viva a vida!" ou "Aproveite a vida", e outra expressão em inglês "Death and All His Friends" que se traduz como "A Morte e todos seus amigos". Liricamente, o álbum contém referências para a vida, morte e guerra.
As sessões de gravação do álbum começaram em junho de 2007 e terminaram em abril de 2008. Foi produzido por Jon Hopkins, Rik Simpson, Markus Dravs e Brian Eno. O álbum foi o primeiro a ser produzido por este último. A banda resolveu explorar estilos experimentais, pois Eno havia exigido um som diferente a cada música do álbum, e expandiu os seus interesses musicais durante a gravação de Viva la Vida. A banda estava querendo fazer um álbum que durasse menos de 42 minutos. Como resultado, o álbum teve uma duração maior do que o desejado. O desenvolvimento do álbum atrasou a data de lançamento várias vezes.
Viva la Vida foi recebido com sucesso crítico e comercial. Cinco singles foram lançados para promover o álbum; "Violet Hill" e "Viva la Vida" em maio de 2008, "Lovers in Japan" e "Lost!" em novembro de 2008, e "Strawberry Swing" em setembro de 2009. "Viva la Vida" se tornou a primeira canção da banda alcançar o topo das paradas nos Estados Unidos e no Reino Unido. O álbum recebeu diversas críticas positivas, e teve um placar agregado de 72% na Metacritic. Venceu na categoria Melhor Álbum de Rock no Grammy Awards de 2009 e foi o álbum mais vendido de 2008. Viva la Vida foi relançado em 25 de novembro de 2008 em uma edição de luxo que contém o álbum original mais o EP Prospekt's March.

## Antecedentes
Em outubro de 2006, boatos circularam na Internet que a banda estava entrando em um intervalo de cinco anos. O fato de que o Coldplay não tinha shows ou gravações programadas no momento, fez os fãs se perguntarem se o novo álbum da banda seria ou não seria lançado em 2010. Amenizando essas notícias, Ambrosia Heal, porta-voz da Capitol Records, enviou uma mensagem por correio eletrônico para a MTV dizendo que não havia um intervalo imposto. No entanto, Heal esclareceu que o Coldplay estava de fato "desfrutando de um merecido descanso", e não havia nenhuma data marcada para o álbum sucessor de X&Y.
Em dezembro de 2006, a revista Billboard informou que o quarto álbum do Coldplay teria lançamento agendado até final de 2007. A banda posteriormente negou através do seu site oficial e também anunciou uma nova turnê sul-americana para o início do mesmo ano. Durante os shows dessa turnê, a banda pretendia mostrar novas canções, mas nada foi tocado nos shows, devido à preocupação da banda de seus novos materiais serem divulgadas na Internet.

## Gravação
Em janeiro de 2007, durante uma entrevista para a BBC Radio 4 Front Row, o músico e produtor musical inglês Brian Eno revelou que estava ajudando na produção do álbum. Durante a gravação, o site do Coldplay, incluiu notas das sessões no estúdio com Eno e Markus Dravs, afirmando que as letras estavam ficando "muito mais abstratas, e muito mais visuais do que antes", e que as canções eram "menos diretas, e mais ambíguas". Além disso, Martin estaria fazendo uma transição de canto no seu falsete para um registro mais grave. Aonde é mostrado em "Yes", onde a característica principal da música, originalmente inspiradas por The Velvet Underground, são os menores vocais de Chris Martin já registrados que foi sugerido pelo produtor Brian Eno, para fazer som diferente para cada canção do álbum. O baterista da banda Will Champion, disse em uma entrevista para MTV: "Uma das principais coisas que nós tentamos focar com este disco, é mudar um pouco os vocais, porque Chris tem uma voz muito reconhecível."
Mais tarde, em julho, a banda revelou que o álbum estava sendo moldado com influências hispânicas, após terem gravado em igrejas e em países de língua espanhola, como no México, na América Latina e na Espanha na Europa, em Barcelona. No entanto, foi salientado que a influência não foi no som em si, mas em uma sensação geral das canções em seu conjunto. Em seu site, a banda também disse que no álbum usariam violões e um aparelho básico de gravação para a experimentação de sons isolados.

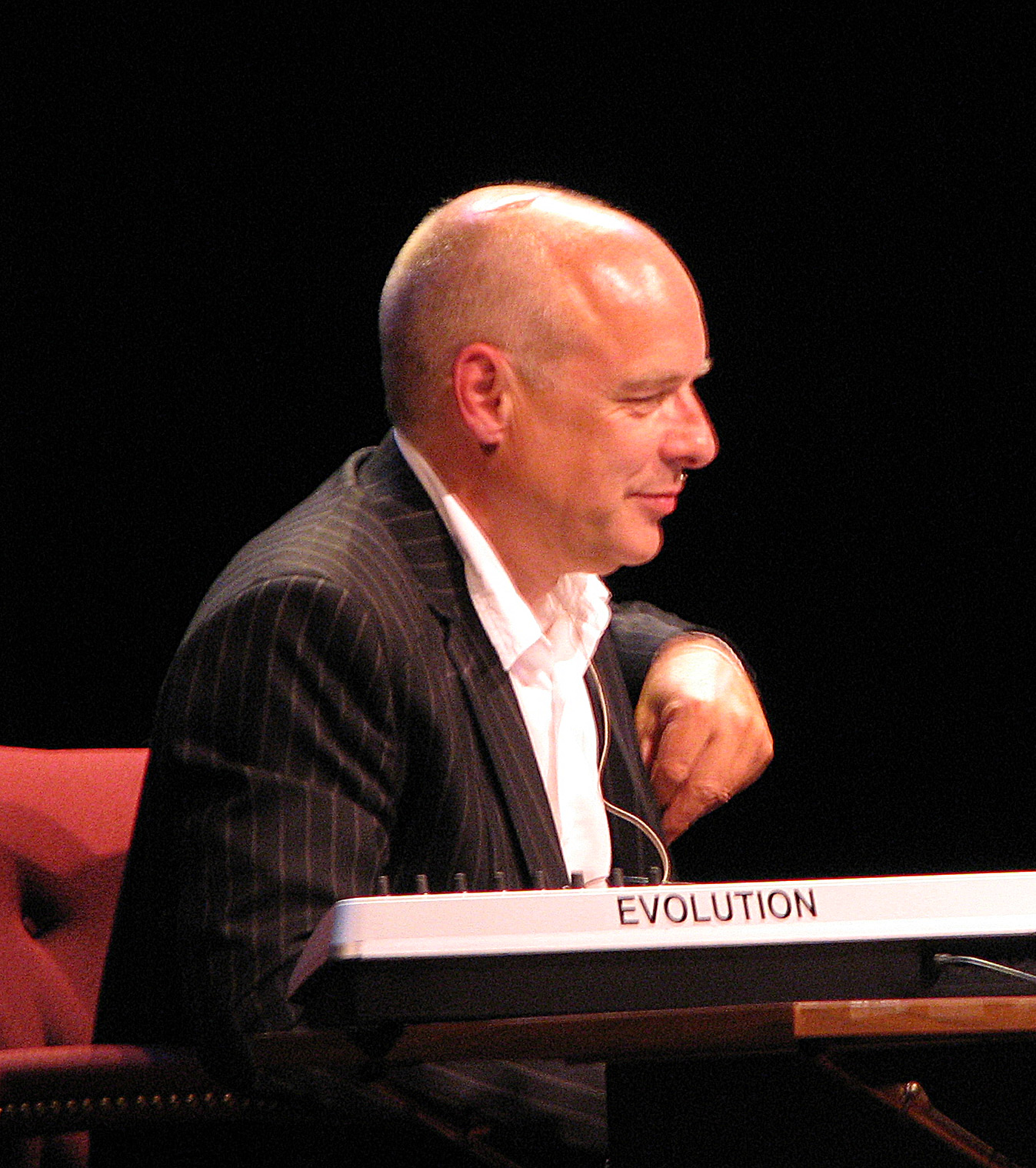
Brian Eno produziu a maioria das faixas de Viva la Vida or Death and All His Friends.

Ao longo da gravação do álbum, a banda mandou aos fãs mensagens no Coldplay.com, mostrando nome de novas canções e em outubro de 2007, divulgou os títulos das faixas "Famous Old Painters" e "Glass of Water", que haviam sido escritas recentemente e que estavam cotadas para a lista final do álbum. Este anúncio insinuava mais atrasos e no início de dezembro, outro post foi colocado no site sugerindo que a gravação estava quase acabando, dizendo que "o trabalho ainda estava em aglomeração". O artigo foi assinado como "Prospekt", reforçando os rumores de que este seria o título do álbum. Em janeiro, Coldplay anunciou o nome de mais duas canções, "Lovers in Japan" e "Strawberry Swing", e negou que o álbum se chamaria "Prospekt".
Martin revelou que ele havia lido muitos romances de Charles Dickens durante o processo de gravação o que pode ter contribuído para a imagem visual em faixas como "Violet Hill" e "Cemeteries of London".[carece de fontes?]
Quando perguntado sobre o porquê de "Lovers in Japan" ter uma faixa adicional, o baixista Guy Berryman explicou que a banda não queria muitas canções, e também já haviam discutido que não queriam uma canção extra no álbum, e em vez disso, queriam manter o álbum conciso, com um total de dez faixas e uma duração prevista para menos de 42 minutos. Champion em seguida disse, "Nós apenas preferimos ter menos títulos e mais canções. O álbum como um todo tem mais 'história', é somente mais curto. Nós quisemos tornar possível você ouvir tudo de uma só vez." Além disso, o vocalista Chris Martin revelou que a banda sempre quis ter um título de uma canção que fossem dois em um. Ele acrescentou que a razão para ter dois títulos na lista de faixas completa de Viva la Vida deve-se ao cantor e compositor americano Justin Timberlake, que fêz o mesmo com seu segundo álbum, FutureSex/LoveSounds (2006).
Em 18 de julho de 2009, duas demos das sessões de gravação de Viva la Vida vazaram na Internet: a inédita "Bloodless Revolution" e uma versão inicial do então futuro single "Lovers in Japan". Um dia depois outra demo, chamada "St. Stephen" foi divuglada. Em 20 de julho de 2009, mais seis demos vazaram: "The Fall of Man", "The Man Who Swears", "The Man Who Swears II" (na verdade, apenas uma segunda parte da original), "First Steps", "Loveless" e "Goodbye and Goodnight".

## Composição e temas

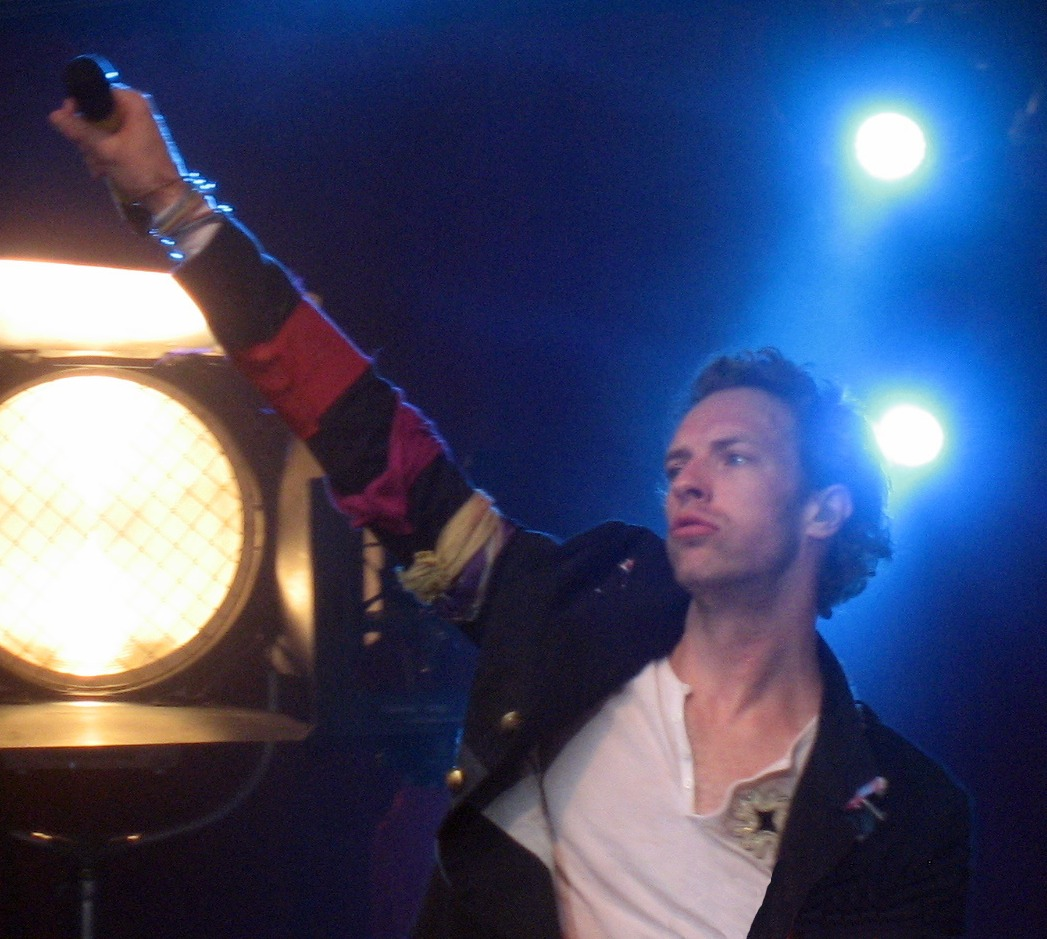
Coldplay utilizando trajes revolucionários franceses durante a Viva la Vida Tour como referências aos temas revolucionários do álbum.

Musicalmente, Viva la Vida contrasta com seus álbuns anteriores. A faixa-título utiliza uma orquestra, enquanto "Lovers in Japan" apresenta um piano honky-tonk. "Lost!" contém influências de música tribalista, considerando que "Strawberry Swing" incorpora música Afropo. Martin descreveu Viva la Vida como uma nova direção para Coldplay: uma mudança de seus três últimos álbuns, que era referido como uma "trilogia". Ele disse que o álbum contou com menos falsete, como ele permitiu registo inferior a sua voz para ter precedência. Algumas canções, como "Violet Hill", contém riffs de guitarra distorcida e tons blues.
O álbum contém um grande número de diferentes temas como amor, guerra e revoluções. Ao contrário de suas versões anteriores, tem uma abordagem mais universal, tratando-se menos com problemas pessoais e preocupando-se mais com os problemas da humanidade. Canções como "Life in Technicolor II", que não fez parte da lista de faixas final, "Violet Hill" e "Death and All His Friends" falam sobre guerra e política. Martin declarou que a letra de "Violet Hill" foi inspirada em um documentário da Fox News. "Violet Hill" é considerada a primeira canção da banda de protesto contra a guerra. Outras canções, como a dupla faixa "Lovers in Japan/Reign of Love" e "Yes" falam sobre amor e desejo.
Os temas revolucionários são também uma parte importante do álbum para a sua promoção. Coldplay se personalizou usando trajes revolucionários franceses durante a Viva la Vida Tour, e durante os vídeos produzidos para os singles do álbum. Chris Martin disse para o The Sun, "alguns dizem que este álbum é corajoso - Acabei de nos ver como homens de muita sorte."

## Design gráfico

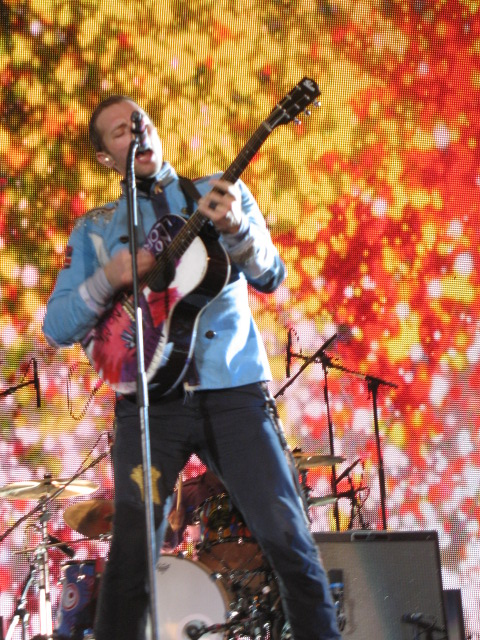
Algumas das pinturas produzidas durante a criação do encarte do álbum foram posteriormente utilizadas nas telas durante os shows da Viva la Vida Tour.

A capa de Viva la Vida or Death and All His Friends foi feita pelo Coldplay e Tappin Gofton; este último, também projetou a capa de X&Y três anos antes. O design visual do álbum foi considerado um tanto complexo para a banda. O estilo de design para o álbum levou meses para ser concluída; foi desenvolvido inicialmente a partir de um conjunto de esboços em grande escala e pinturas. Letras e títulos das músicas foram pintadas corajosamente em mapas antigos, livros, cópias de pinturas antigas, jornais e vários tipos de coisas em segunda mão. O trabalho final foi fotografado e depois a tipografia foi acrescentado por um computador.
Quase todas as faixas do álbum e do EP Prospekt's March tem uma ou mais imagens gráficas. No encarte do álbum há nove pinturas feitas pela banda. O primeiro é um mapa azul do Brasil, que inclui parte da letra de "Glass of Water" pintado em branco. No entanto, a imagem foi posteriormente reformulada e utilizada como arte da capa do single "Lost!". A segunda pintura no encarte mostra a canção "42". A imagem consiste de uma parte da composição da canção, escrita em um fundo vermelho, com uma tarja preta cobrindo centro. A imagem para "Cemeteries of London" contém uma ilustração de Londres, o título da canção está em um fundo de cor violeta. Uma parte da letra é usada em cima do encarte. A concepção visual de "Reign of Love" tem seu nome desenhado sobre um fundo verde. No meio do encarte, a maioria das letras do álbum são mostrados no meio de um objeto irreconhecível. A imagem de "Yes" consiste de um coração rasgado, e um pedaço da letra da canção, "Lord lead me not into temptation". A pintura ao lado, contém a letra de "Viva la Vida", a canção mais conhecida do álbum. A arte de "Death and All His Friends" foi feito com tesoura e papel. A letra da canção aparece na imagem. A última página do encarte é simples: a numeração romana do número 7 pintado em vermelho e verde sobre fundo amarelo. Algumas das pinturas foram mostradas em uma tela durante a turnê mundial Viva la Vida Tour, ou usados em balões grandes no interior dos locais.

Viva la Vida leva o seu trabalho artístico de Eugène Delacroix, pintura de 1830 chamada A Liberdade Guiando o Povo.

Havia três capas para o álbum. A capa para a principal edição é uma pintura de Eugène Delacroix, intitulado A Liberdade Guiando o Povo, que foi ligeiramente alterada para a capa, usando um pincel branco para desenhar "VIVA LA VIDA". A capa da versão com Prospekt's March usa novamente as mesmas palavras, mas pintada em bronze e em tamanho maior, e a capa do EP Prospekt's March inclui também uma pintura de Eugène Delacroix (Batalha de Poitiers). A capa usada para a edição da turnê na Ásia, tem a palavra "VIVA" em faixas pintadas em vermelho e preto sobre um fundo branco, esta mesma pintura foi usada na página inicial do site oficial do Coldplay durante um período; foi criado pela banda e pintado pelo baterista Will Champion em uma parede do estúdio chamado The Bakery.
Os encarte de Viva la Vida foram raramente embalados. A parte da frente e de trás do álbum incluiu dois "lados". O primeiro contém o encarte, enquanto o segundo contém o disco com a mesma imagem da capa, dobrada. Na frente, mostra uma pintura que inclui as palavras "Coldplay" e "Viva la Vida", ilustrado por duas vezes contra um fundo preto.

## Lançamento e promoção

Logotipo da era de Viva la Vida.

Em uma entrevista à revista Rolling Stone, o vocalista Chris Martin anunciou a data de lançamento do álbum e seu título, Viva la Vida, que é uma frase em Espanhol que se traduz em Inglês como "long live life". Levando o nome de uma pintura de Frida Kahlo, uma aclamada artista mexicana do século XX. A arte da capa do álbum é uma pintura de 1830 de Eugène Delacroix chamada A Liberdade Guiando o Povo. Em 10 de abril de 2008, uma nova entrada de post apareceu no site da banda anunciando a lista de faixas e a data oficial de lançamento do álbum, garantindo a confirmação de novas faixas até o lançamento do álbum. "Violet Hill" foi confirmado como o primeiro single de Viva la Vida, com uma data de lançamento de 5 de maio. Em maio de 2008, Coldplay participou de uma propaganda para a Apple iTunes com a canção "Viva la Vida".
Coldplay.com foi atualizado no final de abril comemorando o anúncio da arte da capa oficial de Viva la Vida e o lançamento gratuito de "Violet Hill", que se tornou disponível para download gratuito por uma semana em 29 de abril de 2008. O álbum foi lançado em torno de 5 de junho, e a banda decidiu fazer o álbum disponível para transmitir através das suas contas no MySpace partir de 8:30, WEST em 6 de junho. Em 25 de junho de 2008, a banda executou duas faixas no The Daily Show com Jon Stewart, que foram "42" e "Lost!". Em 27 de junho às 7:00 da manhã, Coldplay começou sua performance no Today Show, ao ar livre nas ruas do Rockefeller Plaza, em Nova Iorque. A banda performou no The Late Show com David Letterman em 30 de junho e no The Tonight Show com Jay Leno em 17 de julho.
Em agosto de 2008, Coldplay anunciou que iria lançar um EP, Prospekt's March, constituído por material inédito das sessões de gravação de Viva la Vida. O álbum foi relançado em 25 de novembro de 2008 em uma edição de luxo, intitulado Viva la Vida - Prospekt's March Edition. Ele contém faixas do álbum original e o Prospekt's March.

### Singles

#### Singles oficiais
- "Violet Hill" foi o primeiro single do álbum e foi disponibilizado gratuitamente no site oficial do Coldplay em 29 de abril de 2008 durante uma semana até o dia 6 de maio, que passou a ser pago. A canção foi baixada gratuitamente por mais de 600.000 pessoas em 24 horas e na semana seguinte, o single obteve mais de 2 milhões de downloads no site da banda.[33] A canção estreou na posição de número 40 nos Estados Unidos, na qual foi sua maior posição. Alcançou a posição de número nove na Austrália, na Holanda e na Itália; a posição de número seis no Canadá e a de número oito no Reino Unido.[34][35][36] Foi certificado como disco de Platina pela ABPD.[37]
- "Viva la Vida" foi lançado como o segundo single. A canção foi lançada em 12 de junho de 2008. "Viva la Vida" conseguiu atingir a posição de número um no Reino Unido, nos Estados Unidos, na Holanda, Eslováquia, Espanha, Polônia, e República Checa;[38][39][40][41][42][43][44] a posição de número dois na Itália e na Austrália;[45][46] e a posição de número três na Irlanda, no Japão, e na Turquia.[47][48][49] A canção se tornou a 6ª canção com mais downloads digitais pagos, atingindo a marca de 4 milhões.[50]
- "Lost!" foi lançado com um CD single promocional em setembro de 2008. Em 10 de novembro do mesmo ano, Coldplay lançou oficialmente um EP digital de "Lost!",[51] e também foi confirmado como o terceiro single, aonde conseguiu atingir a posição de número oito na Noruega.[52]
- "Lovers in Japan" foi o quarto single retirado do álbum. O single promocional foi distribuído a partir de outubro de 2008 e apresentava uma única faixa, "Lovers In Japan (Osaka Sun Mix)", também incluída na lista de faixas do EP Prospekt's March.[53] O vídeo do single foi lançado com uma estreia mundial em 31 de outubro de 2008 através do iTunes. Conseguiu atingir a posição de número cinco na Itália,[54] e 110 nos Estados Unidos.[55]
- "Strawberry Swing" teve seu CD single lançado em 6 de julho de 2009[56] e foi lançado oficialmente para download digital em 14 de setembro do mesmo ano,[57] aonde conseguiu alcançar a posição de número cinco na Holanda,[58] e na Polônia.[59]

#### Outras canções
- "Cemeteries of London" é a canção mais sombria do que qualquer gavação feita anteriormente pelo Coldplay, na qual foi inspirada em estilos como o folk e outras canções espanholas, como disse Will Champion para a NG-Magazine.[60] A canção não foi lançada oficialmente como o single do álbum, mas conseguiu atingir a posição 134 no Reino Unido,[61] e a posição 37 na Bélgica.[62]
- "Death and All His Friends" foi gravada em vários lugares diferentes ao redor do mundo, como a Barcelona, Londres e Nova Iorque, levando vários meses para ser finalizado.[63] Alcançou a posição de número 50 na Suécia,[64] e 183 no Reino Unido.[61] Foi certificado como disco de Platina pela ABPD.[37]
- "42" seria originalmente o primeiro single do álbum, e se chamaria "Thought You Might be a Ghost". A razão de ter colocado este título ainda é um mistério, mas Martin declarou que resolveu colocar este título, por ser seu "número favorito".[65] A canção conseguiu atingir a posição de número 123 no Reino Unido[61] e foi certificado como disco de Platina no Brasil, por mais de 100.000 downloads pagos, segundo a Associação Brasileira de Produtores de Discos.[37]

### Digressão
Artigo principal: Viva la Vida Tour.
A turnê de divulgação de Viva la Vida começou oficialmente no dia 29 de junho de 2008, com uma performance ao vivo no Wachovia Center na Filadélfia. Antes de dar início a turnê, o Coldplay realizou três shows gratuitos em Londres (16 de junho na Brixton Academy), em Barcelona (17 junho no Espacio Movistar) e em Nova York (23 de junho no Madison Square Garden). Os preços dos ingressos foram fixados para definir três diferentes "tipos" de "consumidores". Os preços variávam de 50, 65 e 85 dólares. O gerente Dave Holmes revelou que "a banda não conseguia oferecer ingressos de 125-150 dólares". A turnê teve seu fim no dia 11 de março de 2010 no Estádio Universitario em Monterrey, com quase dois anos de duração, e obteve um lucro total de $116.684.354.

## Recepção

### Desempenho comercial

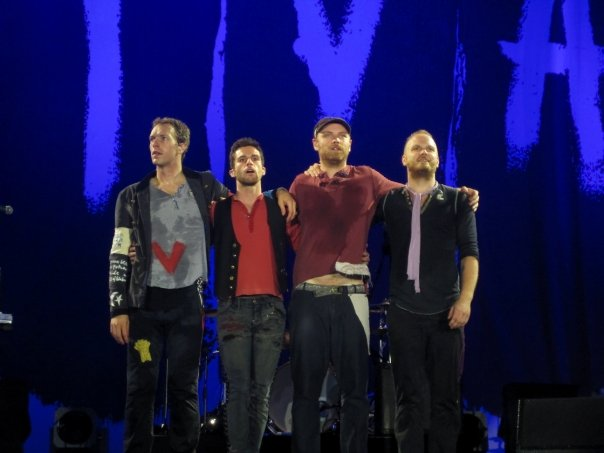
Coldplay durante a Viva la Vida Tour

O álbum foi sucesso em todo o mundo. Na sua primeira semana de lançamento, estreou na posição de número um em 36 países. No Reino Unido, o álbum vendeu 125.000 cópias em seu primeiro dia de lançamento e 302.074 em três dias, estreando na primeira posição. Em sua segunda semana, vendeu mais 198.000, obtendo uma certificação de Platina. O álbum vendeu mais de 500.000 cópias em 10 dias desde seu lançamento, batendo o recorde de vendas do Reino Unido, e do seu terceiro álbum de estúdio, X&Y. O álbum estreou com vendas de 41.041 cópias na Austrália e desde então tem sido certificado 4x como disco de Platina.
Nos Estados Unidos, vendeu 316.000 cópias em seu primeiro dia, e 720.000 na primeira semana de lançamento, quase igualando com as primeiras vendas de X&Y, vendendo na primeira semana 737.000 cópias. Viva la Vida foi certificado como duplo disco de Platina pela Recording Industry Association of America com uma venda de mais de dois milhões de cópias. Viva la Vida tornou-se o maior download-pago de álbuns de todos os tempos, com mais de 702.000 downloads. Até o final de 2008, Viva la Vida tinha vendido um total de 2.144.000 cópias, tornando-se o segundo álbum mais vendido na história dos Estados Unidos. Até agosto de 2011, o álbum vendeu 2,8 cópias nos Estados Unidos, segundo a SoundScan. Mundialmente, foi o álbum mais vendido de 2008.

### Resposta da crítica
| Críticas profissionais | Críticas profissionais |
| Avaliações da crítica  | Avaliações da crítica  |
| Fonte                  | Avaliação              |
| ---------------------- | ---------------------- |
| Allmusic               | 2008                   |
| Entertainment Weekly   | (A-) 2008              |
| The Guardian           | 2008                   |
| Los Angeles Times      | 2008                   |
| NME                    | (8/10) 2008            |
| Pitchfork Media        | (6.9/10) 2008          |
| PopMatters             | (7/10) 2008            |
| Rolling Stone          | 2008                   |
| Spin                   | 2008                   |
| ’’Village Voice’’      | (misto) 2008           |

Viva la Vida recebeu diversas críticas positivas de críticos contemporâneos da música. O Metacritic lhe atribuiu uma média 72, em um máximo de 100, baseado em 32 críticas recolhidas. Stephen Thomas Erlewine de Allmusic afirma, "Eles demonstram uma concentração focalizada em todo o álbum —é de apenas 47 minutos, mas abrange mais história do que X&Y e, possívelmente, A Rush of Blood to the Head— que transforma Viva la Vida, tranquilamente, em algo satisfatório." Chris Willman da revista Entertainment Weekly deu ao álbum um A- e o chamou de "o quarto melhor álbum." While Alexis Petridis do The Guardian deu uma revisão insensível, explicando que "'Viva la Vida' tem ligeiros retoques com uma fórmula que representa uma falta de imaginação: talvez seja difícil pensar fora da caixa quando a caixa é do tamanho de Las Vegas MGM Grand Garden Arena. Da mesma forma, no entanto, há uma convicção genuína sobre seu conteúdo, um grande avanço tanto para seu sucessor e sua legião de imitadores." Will Hermes da revista Rolling Stone deu-lhe uma revisão um pouco positiva "Coldplay tem o desejo de unir os fãs ao redor do mundo com um entretenimento que podem se relacionar como a força da banda, e um objetivo digno. Mas em Viva la Vida, uma gravação que quer fazer declarações fortes, isso também é uma fraqueza. Às vezes, para dizer o que precisa ser dito, é preciso chatear as pessoas." O crítico da revista Spin Mikael Wood fez uma avaliação positiva afirmando que "Para todos os experimentos do Coldplay, no entanto, não há dúvida que Viva La Vida, resistente com suas melodias e temas universais —como o amor, guerra e paz— é um álbum intendido para se conectar com as massas (arenas já foram construídas para coisas menores do que o clímax de "Death and All His Friends"). O triunfo da banda está em quão excitante eles fazem essa expectativa parecer."
O álbum ganhou o Grammy de Melhor Álbum de Rock no Grammy Awards de 2009. Ele apareceu em várias publicações de final de ano como Melhor Álbum de 2008 das revistas New York Post (posição 1), Rolling Stone (posição 7), Q (posição 3), Spin (posição 9), Entertainment Weekly (posição 6), e Billboard (posição 6). Apesar de todo o apoio positivo, NME indicou o álbum para "Pior Álbum de 2009" na NME Awards, apesar de ter dado ao álbum 8/10 em sua revisão. Viva la Vida ficou na posição sete na lista de álbuns de 2008 pela Rolling Stone. Além disso, apesar do álbum ter ganho três estrelas pela The Times, Pete Paphides admitiu em dezembro de 2008 que ele estava errado ao dar aquela pontuação para o álbum, e que devia, de fato, tornasse o álbum favorito do ano.
O guitarrista Joe Satriani acusou o Coldplay por violação de direitos autorais em um processo aberto em um tribunal federal de Los Angeles em 4 de dezembro de 2008. Satriani afirma que a faixa-título, "Viva la Vida", incorpora "substâncias idênticas" a uma faixa instrumental que lançou em 2004 chamado "If I Could Fly". A banda negou a acusação e no último instante a ação foi interrompida após ter  sido resolvido fora dos tribunais.

## Lista de faixas
Todas as faixas foram escritas por Guy Berryman, Jonny Buckland, Will Champion, e Chris Martin exceto aonde é indicado. As faixas 5, 6 e 10 contém duas músicas separadas cada; os dois últimos estão escondidos e não são apresentados na contra-capa do álbum.
| N.º | Título | Duração |  |
| 1.  | "Life in Technicolor" (Berryman/Buckland/Champion/Martin/Hopkins)                                                | 2:29    |  |
| 2.  | "Cemeteries of London"                                                                                           | 3:21    |  |
| 3.  | "Lost!" | 3:55    |  |
| 4.  | "42" | 3:57    |  |
| 5.  | "Lovers in Japan/Reign of Love"                                                                                  | 6:51    |  |
| 6.  | "Yes" (inclui a faixa escondida "Chinese Sleep Chant")                                                           | 7:06    |  |
| 7.  | "Viva la Vida"                                                                                                   | 4:01    |  |
| 8.  | "Violet Hill" | 3:42    |  |
| 9.  | "Strawberry Swing"                                                                                               | 4:09    |  |
| 10. | "Death and All His Friends" (inclui a faixa escondida "The Escapist": Berryman/Buckland/Champion/Martin/Hopkins) | 6:18    |  |

| Faixas bônus |                                                                            |         |  |
| N.º          | Título                                                                     | Duração |  |
| 11.          | "Lost?" (Japão e iTunes)                                                   | 3:40    |  |
| 12.          | "Lovers in Japan (Acoustic Version)" (pré-venda no iTunes)                 | 3:49    |  |
| 13.          | "Death Will Never Conquer" (versão japonesa da edição de Prospekt's March) | 1:16    |  |

### Tour Edition DVD
Em alguns países asiáticos, uma edição especial do álbum foi lançado com um DVD incluindo os cinco vídeos oficiais dos singles de Viva la Vida, e também o vídeo de "Life in Technicolor II" presente no EP Prospekt's March.
| DVD |                          |         |  |
| N.º | Título                   | Duração |  |
| 1.  | "Violet Hill"            |         |  |
| 2.  | "Viva la Vida"           |         |  |
| 3.  | "Lost!"                  |         |  |
| 4.  | "Lovers in Japan"        |         |  |
| 5.  | "Life in Technicolor II" |         |  |
| 6.  | "Strawberry Swing"       |         |  |

## Créditos
| - Andy Rugg – engenheira assistente, engenheira - Andy Wallace – mixagem - Bob Ludwig – masterizador - Brian Eno – produtor, paisagens sonoras - Brian Thorn – engenheiro assistente, engenheiro - Chris Martin – músico - Coldplay – arte da capa - Dan Green – engenheiro assistente, engenheiro, fotografia - Dave Holmes – gerenciamento - Davide Rossi – Instrumento de cordas - Dominic Monks – engenheiro assistente, engenheiro - Eugène Delacroix – pintura da capa - François Chevallier – engenheiro assistente, engenheiro - Guy Berryman – músico, fotografia - Jan Petrov – engenheiro assistente, engenheiro | - Jason Lader – engenheiro assistente, engenheiro - John O'Mahoney – mixagem - Jonny Buckland – músico - Jon Hopkins – coloração, produtor - Markus Dravs – mixagem, produtor - Michael Brauer – mixagem - Michael Trepagnier – engenheiro assistente, engenheiro - Olga Fitzroy – engenheira assistente, engenheira - Phil Harvey – músico - Rik Simpson – mizagem, produtor - Tappin Gofton – direção de arte, design - Vanessa Parr – assistant engineer, engineer - Will Champion – músico - William Paden Hensley – engenheiro assistente, engenheiro |

## Desempenho, vendas e certificações
| País/Parada                                  | Melhor Posição |
| -------------------------------------------- | -------------- |
| Alemanha (Media Control Charts)              | 1              |
| Argentina (CAPIF)                            | 1              |
| Austrália (ARIA)                             | 1              |
| Áustria (Ö3 Austria Top 40)                  | 1              |
| Bélgica (Ultratop 50)                        | 1              |
| Brasil (ABPD)                                | 1              |
| Canadá (Music Canada)                        | 1              |
| Colômbia (IFPI)                              | 1              |
| Dinamarca (Hitlisten)                        | 1              |
| Espanha (PROMUSICAE)                         | 1              |
| Estados Unidos (Billboard 200)               | 1              |
| Europa Top 100 Albums                        | 1              |
| Finlândia (Mitä hittiä)                      | 1              |
| França (SNEP)                                | 1              |
| Grécia (IFPI Grécia)                         | 1              |
| Holanda (NVPI)                               | 1              |
| Hungaria (MAHASZ)                            | 4              |
| Irlanda (IRMA)                               | 1              |
| Itália (FIMI)                                | 1              |
| Japão (Oricon)                               | 3              |
| México (AMPROFON)                            | 2              |
| Noruega (VG-lista)                           | 1              |
| Nova Zelândia (RIANZ)                        | 1              |
| Polônia (ZPAV)                               | 2              |
| Portugal (Top 50 Nacional)                   | 1              |
| Reino Unido (The Official UK Charts Company) | 1              |
| República Checa (IFPI)                       | 2              |
| Suécia (Sverigetopplistan)                   | 1              |
| Suíça (Schweizer Hitparade)                  | 1              |

| País           | Certificação             | Vendas      |
| -------------- | ------------------------ | ----------- |
| Alemanha       | 3x Platina               | 600.000     |
| Argentina      | Platina                  | 40.000      |
| Austrália      | 4x Platina               | 280.000     |
| Áustria        | 2x Platina               | 40.000      |
| Bélgica        | 3x Platina               | 90.000      |
| Canadá         | 5x Platina               | 400.000     |
| Colômbia       | 3x Platina               | 30.000      |
| Dinamarca      | Platina                  | 30.000      |
| Espanha        | 2x Platina               | 160.000     |
| Estados Unidos | 2x Platina               | 2 milhões   |
| Europa         | 3x Platina               | 3 milhões   |
| Finlândia      | Platina                  | 20.000      |
| França         | Diamante                 | 500.000     |
| Grécia         | Ouro                     | 7.500       |
| Holanda        | Platina                  | 60.000      |
| Irlanda        | 4x Platina               | 60.000      |
| Itália         | Diamante                 | 310.000     |
| Japão          | Platina                  | 300.000     |
| México         | 2x Diamante + 4x Platina | 1,2 milhões |
| Nova Zelândia  | 2x Platina               | 30.000      |
| Polônia        | Platina                  | 20.000      |
| Portugal       | 2x Platina               | 40.000      |
| Reino Unido    | 5x Platina               | 1,5 milhões |
| Suécia         | Platina                  | 40.000      |
| Suíça          | 3x Platina               | 90.000      |

| Ano  | País           | Parada               | Posição |
| ---- | -------------- | -------------------- | ------- |
| 2008 | Alemanha       | Media Control Charts | #6      |
| 2008 | Austrália      | ARIA                 | #4      |
| 2008 | Áustria        | Ö3 Austria Top 40    | #8      |
| 2008 | Bélgica        | Ultratop 50          | #2      |
| 2008 | Estados Unidos | RIAA                 | #2      |
| 2008 | França         | SNEP                 | #5      |
| 2008 | Grécia         | IFPI Grécia          | #2      |
| 2008 | Holanda        | MegaCharts           | #4      |
| 2008 | Nova Zelândia  | RIANZ                | #6      |
| 2008 | Reino Unido    | BPI/OCC              | #5      |
| 2008 | Suíça          | Schweizer Hitparade  | #4      |

## Histórico de lançamento
| País                      | Data                | Gravadora       | Formato | Número de catálogo            |
| ------------------------- | ------------------- | --------------- | ------- | ----------------------------- |
| Japão                     | 11 de junho de 2008 | EMI Music Japan | CD      | TOCP-66805 / 49880 068632 5 5 |
| Reino Unido               | 12 de junho de 2008 | Parlophone      | CD      | 5 099921 211409               |
| Reino Unido               | 12 de junho de 2008 | Parlophone      | LP      | -                             |
| Brasil                    | 12 de junho de 2008 | EMI             | CD      |                               |
| Europa                    | 13 de junho de 2008 | Capitol         | CD      |                               |
| Austrália e Nova Zelândia | 14 de junho de 2008 | EMI             | CD      | 2169640                       |
| Mundo                     | 16 de junho de 2008 | EMI             | CD      |                               |
| Canadá                    | 17 de junho de 2008 | Capitol         | CD      | 509992 26126 0 1              |
| Estados Unidos            | 17 de junho de 2008 | Capitol         | CD      | 50999 2 16886 0 7             |
| Estados Unidos            | 17 de junho de 2008 | Capitol         | LP      | 50999 2 16965 1 0             |